# Carlos Paião
Carlos Manuel Marques Paião ComIH (Coimbra, 1 de novembro de 1957 — Rio Maior, 26 de agosto de 1988) foi um cantor e compositor português. Licenciou-se em Medicina pela Universidade de Lisboa (1983), acabando por se dedicar exclusivamente à música.

## Biografia
Nasceu em Coimbra, filho de um piloto de barra que, anos antes, se dedicara à pesca do bacalhau, e de uma professora, vivendo em Ílhavo (terra natal dos pais). Desde muito cedo, Carlos Paião demonstrou ser um compositor prolífico, sendo que, no ano de 1978, tinha já escritas mais de duzentas canções. Nesse ano obteve o primeiro reconhecimento público, ao vencer o Festival da Canção do Illiabum Clube.
Em 1980 concorre, pela primeira vez, ao Festival RTP da Canção, numa altura em que este certame representava uma plataforma para o sucesso e a fama no mundo da música portuguesa, mas não foi apurado. Com Playback ganhou o Festival RTP da Canção 1981, com a esmagadora pontuação de 203 pontos, deixando para trás concorrentes tão fortes como as Doce e José Cid. A canção, uma crítica divertida, mas contundente, aos artistas que cantam em playback, ficou em penúltimo lugar no Festival Eurovisão da Canção 1981, realizado em Dublin, na República da Irlanda. Tal classificação não "beliscou" minimamente a popularidade do cantor e compositor, pois Carlos Paião, ainda nesse ano, editou outro single de sucesso e que mantém a sua popularidade até hoje: Pó de Arroz. 
O êxito que se seguiu foi a Marcha do Pião das Nicas, canção na qual o cantor voltava a deixar patente o seu lado satírico. Telefonia (Nas Ondas do Ar) era o lado B desse single.
Carlos Paião compôs canções para outros artistas, entre os quais Herman José, que viria a alcançar grande êxito com A Canção do Beijinho (1980), e Amália Rodrigues, para quem escreveu O Senhor Extra-Terrestre (1982).
Algarismos (1982), o seu primeiro LP, não obteve, no entanto, o reconhecimento desejado. Surgiu, entretanto, a oportunidade de participar no programa de televisão O Foguete, com António Sala e Luís Arriaga.
Em 1983, cantava ao lado de Cândida Branca Flor, com quem interpretou um dueto muito patriótico intitulado Vinho do Porto, Vinho de Portugal, que ficou em 3.º lugar no Festival RTP da canção.
Num outro programa, Hermanias (1984), Carlos Paião compôs a totalidade das músicas e letras de Serafim Saudade, personagem criada por Herman José, já então uma das figuras mais populares da televisão portuguesa.
Em 1985 concorreu ao Festival Mundial de Música Popular de Tóquio (World Popular Song Festival of Tokio), tendo a sua canção sido uma das 18 seleccionadas.

## Morte
A 26 de Agosto de 1988 morre num violento acidente de automóvel, quando se dirigia para um concerto - as festas em honra de S. Ginésio, em Penalva do Castelo (os cartazes das festas da vila confirmam-no). O acidente aconteceu na antiga Estrada Nacional 1, perto de Rio Maior. A sua morte foi alvo de polémica por não ser claro se foi culpado do acidente que o vitimou. O seu corpo foi sepultado em São Domingos de Rana, freguesia do concelho de Cascais. Os seus restos mortais foram trasladados para o cemitério da freguesia de São Salvador, no concelho de Ílhavo, por desejo dos seus pais, no final de 2014.
Quando faleceu, estava a preparar um novo álbum intitulado Intervalo, que acabou por ser editado em Setembro desse ano de 1988, e cujo tema de maior sucesso foi Quando as nuvens chorarem.
Compositor, intérprete e instrumentista, Carlos Paião produziu mais de trezentas canções.

## Homenagens
Em 2003, foi editada uma compilação comemorativa dos 15 anos do seu desaparecimento - Carlos Paião: Letra e Música - 15 anos depois (Valentim de Carvalho).
Em 2008, por altura da comemoração dos 20 anos do desaparecimento do músico, vários músicos e bandas reinterpretaram alguns temas do autor na edição de um álbum de tributo, "Tributo a Carlos Paião".
A 29 de Janeiro de 2016, a Junta de Freguesia de São Domingos de Rana protagonizou um Tributo a Carlos Paião, numa noite que contou com muitos artistas para quem Carlos Paião escreveu e que o reinterpretaram. No dia 30 de janeiro de 2016, foi inaugurada em São Domingos de Rana a Exposição Carlos Paião com o espólio do cantor e compositor.
A 10 de Setembro de 2020, foi feito Comendador da Ordem do Infante D. Henrique a título póstumo.
A 26 de junho de 2021, é inaugurada uma estátua em bronze do cantor no centro da cidade de Ílhavo, por decisão da Câmara Municipal no âmbito de requalificações ocorridas na zona. A escultura, da autoria do artista plástico Albano Martins, conta com 1 metro e 80 centímetros de altura e a inscrição "#emPlayBack", e encontra-se na Calçada Carlos Paião, inserida no Jardim Henriqueta Maia.

## Discografia

### Álbuns
- Algarismos - LP (EMI, 1982)
- Intervalo - LP (EMI, 1988)

Compilações
- O Melhor de
- Letra e Música - 15 Anos Depois
- Perfil
- Letra e Música - 25 Anos Depois

### Singles
- Souvenir de Portugal / Eu Não Sou Poeta (EMI, 1981)
- Refilar faz mal à Vesícula (EMI, 1981)
- Play Back/Play Back (versão inglesa) (EMI, 1981)
- Pó de Arroz / Gá-gago (EMI, 1981)
- Marcha do Pião das Nicas / Telefonia Nas Ondas do Ar (EMI, 1982)
- Zero a Zero / Meia Dúzia (EMI, 1982)
- Vinho do Porto, Vinho de Portugal - com Cândida Branca Flor (1983)
- O Foguete (1983)
- Discoteca (EMI, 1984)
- Cinderela (EMI, 1984)
- Versos de Amor (EMI, 1985)
- Arco Íris (EMI, 1985)
- Cegonha/Lá Longe Senhora (EMI, 1986)

## Outros
Nomes que gravaram temas de Carlos Paião: António Mourão, Herman José, Joel Branco, Cândida Branca Flor, Amália Rodrigues, Nuno da Câmara Pereira, Peter Petersen, Florbela Queirós, Alexandra, Rodrigo, Lenita Gentil,  Ana, Carlos Quintas, Gabriel Cardoso, Pedro Couceiro, Vasco Rafael, Luis Arriaga, Florência, Fernando Pereira, Mariette Pessanha e Norberto de Sousa.
Inéditos
- Os Maternitas lançaram em 1987 o single "Super Zequinha".
- José Alberto Reis participou no Festival RTP da Canção de 1989 com "Palavras Cruzadas" que nunca foi gravado. Também cantou o tema "Sol Maior" que foi gravado em 1994, no disco "Alma Rebelde.
- Ana gravou o tema "ilusão" em 1989.
- O álbum "Microfone e Voz" de António Sala, de 1989, inclui o tema "A Um Amigo" com letra de António Sala.
- Mísia gravou, em 1991, o tema "Ai Que Pena" de Carlos Paião e Mário Martins.
- José da Câmara gravou o tema "Ai Fadinho" em 1991.
- Nuno da Câmara Pereira gravou em 1992 o tema "A Marcha do Castelo",
- O álbum "Histórias" de António Sala, de 1993, inclui o tema "Pecado Capital".
- A cantora Alexandra Cruz gravou em 1993 três inéditos: "Amigos eu voltei", "A vida quer, a vida manda" e "Vamos parar o tempo".
- O cantor Pedro Vilar gravou os temas "Talvez", "Canção da Última Idade" e "Beijo Roubado".
- No segundo volume do projecto "Novo Canto Português" de Pedro Brito, lançado em 2008, inclui o tema "Tempo".
- O tema "O Novo Povo" não chegou a ser gravado por Amália mas em 2016 foi gravado por Yolanda Soares.